# Mokřadkovité

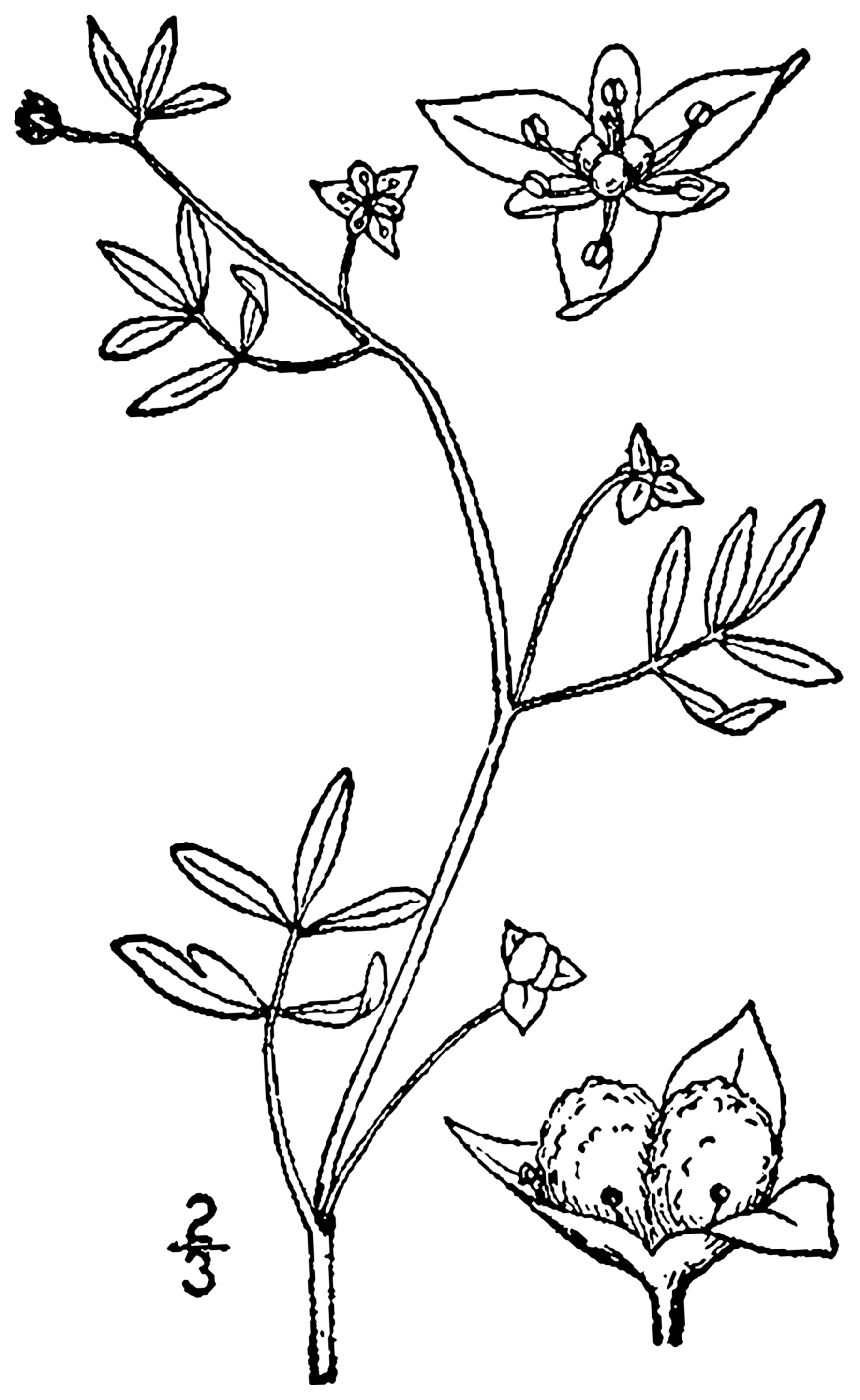
Nákres rostliny Floerkea proserpinacoides

Mokřadkovité (Limnanthaceae) je čeleď nízkých jednoletých hygrofytních bylin z řádu brukvotvarých.

## Názvosloví
Alternativním českým názvem rodu Limnanthes je voďankovec a název čeledi pak voďankovcovité. Jméno voďankovec je však používáno i pro rod Limnobium z čeledi voďankovité (Hydrocharitaceae). Pro rod Limnanthes je doporučen název mokřadka.

## Výskyt
Rostliny čeledě mokřadkovité pocházejí se západu Spojených států amerických, kde původně rostly volně poblíž vodních toků a nádrží v propustné, vlhké půdě na dobře osluněných místech. Nevyhovují jim místa dlouhodobě zamokřená nebo dokonce zaplavená. S nástupem používání v okrasném zahradnictví se některé druhy uměle rozšířily po velké části Spojených států a postupně se pěstují i v mírném klimatickém pásmu Evropy, včetně České republiky.

## Evoluce taxonomie
V taxonomických systémech založených na morfologické podobnosti byla čeleď mokřadkovitých řazena různě, např. v řádech Capparales, Tropaeolales, Geraniales i v samostatném řádu  Limnanthales. Příchodem moderního zatříďování jednotlivých taxonů podle evolučních vztahů byla čeleď převedena do řádu brukvotvarých, kde zaujímá poměrně osamocené postavení od ostatních čeledí.

## Popis
Jsou to měkké vzpřímené, poléhavé nebo plazivé byliny s nevětvenými lodyhami. Listy bez palistů a znatelných řapíků vyrůstají z lodyh střídavě. Čepele listů jsou celistvé nebo vějířovitě laločné s 2 nebo 3 hlubokými laloky.
Oboupohlavné květy, základní barvy bílé, žluté nebo růžové, jsou bez listenů a vyrůstají na stopkách z paždí listů. Květy jsou pravidelné s 3, 6, 8 nebo 10 tyčinkami v 1 nebo 2 přeslenech. Na bázi vnějších tyčinek jsou nektarové žlázy. Volných kališní lístků je 3 až 5, stejně jako zkroucených korunních lístků. Kalich je mírně střechovitý nebo miskovitý. Pestík je jeden s gynobazickou čnělkou s 2 až 5 bliznami. Plody jsou poltivé nebo oříšky s 1 semenem.

## Využití
Některých druhů rostlin čeledě mokřadkovitých se využívá v květinářství, kde jako lehce se množící letničky vytvářejí svými květy barevné koberce. Snadno se každoročně vysemeňují a rozšiřují se tak i do okolí. Olejovité výtažky ze semen Limnanthes alba se používají v kosmetice, např. k výrobě prostředků proti lupům a pro zlepšení kvality vlasů.

## Taxonomie
Čeleď mokřadkovité je tvořena dvěma rody:
- mokřadka (Limnanthes) R. Br. s 9 druhy a
- Floerkea Willd. s 1 druhem.[10]

## Zástupci
- mokřadka (Limnanthes)[1]
  - mokřadka Douglasova (Limnanthes douglasii)